# Răscruci, Cluj

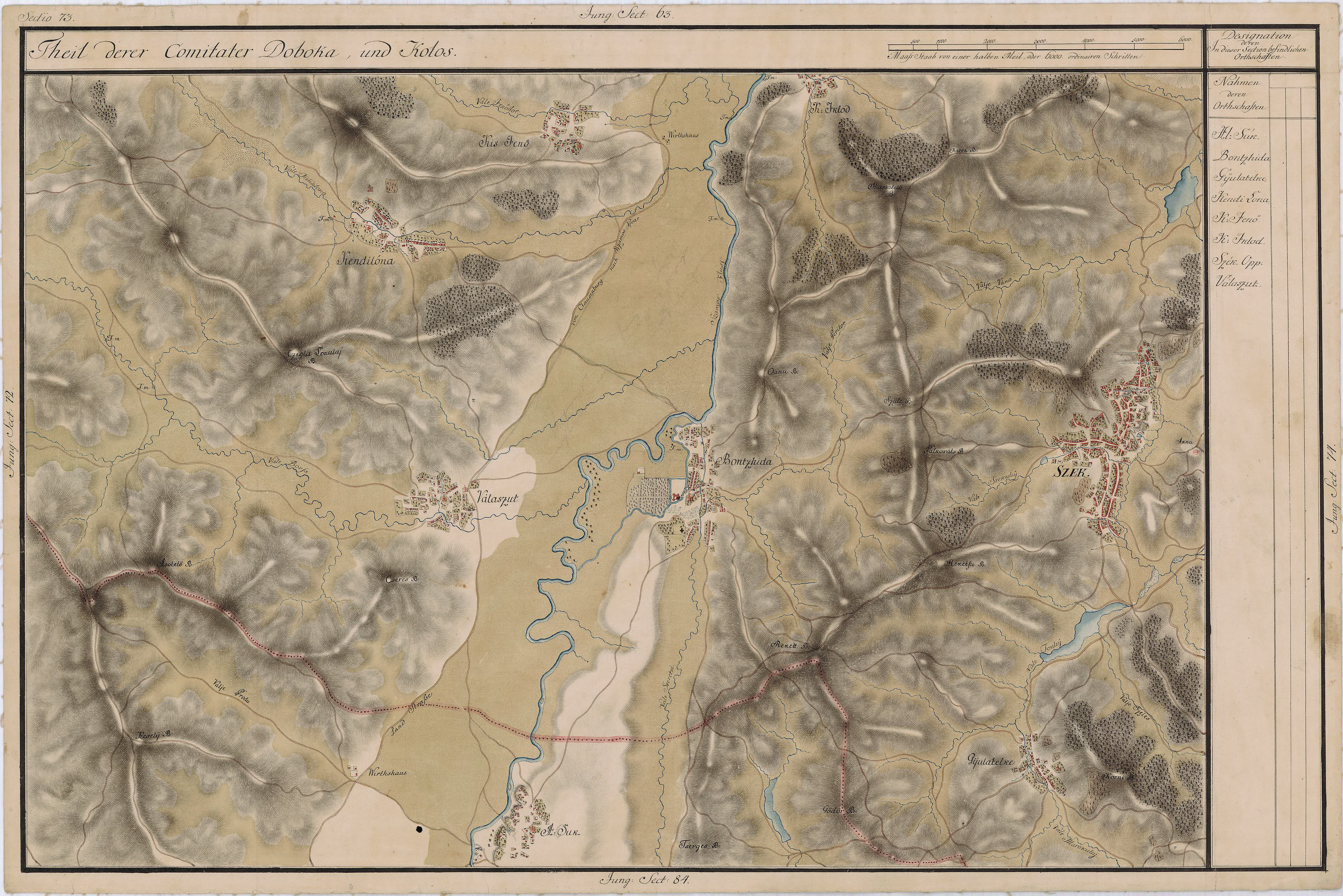
Răscruci pe Harta Iosefină a Transilvaniei, 1769-1773

Răscruci, mai demult Valasut (în maghiară Válaszút), este un sat în comuna Bonțida din județul Cluj, Transilvania, România.

## Istoric
În perioada interbelică, între 1919 și 1929, a fost sediul plășii Someș din județul Cluj de atunci.

## Obiective turistice

### Muzeul de Etnografie „Kallós Zoltán”
Sâmburele părții materiale a colecției etnografice, format din obiectele adunate de fondatorul Zoltán Kallós însuși, este prezentat în cadrul „camerelor curate” tradiționale (tisztaszoba). Bazele colecției de obiecte, constând din aproximativ 6 000 de elemente, cuprinde întreaga maghiarime din România, inclusiv Câmpia Transilvaniei, Țara Călatei, zona Ghimeșului și Moldova. Pe lângă aceste patru regiuni, și cultura materială a populației românești și săsești din Transilvania este reprezentată foarte bine la nivelul colecției. Clădirea care găzduiește depozitele colecției și expoziția și-a dobândit forma actuală în 2017.

## Personalități
S-au născut sau au trăit în localitate:
- contele Dénes Bánffy⁠(hu)[traduceți] (1777-1854), fiul guvernatorului Gheorghe Bánffy al II-lea, constructorul castelului din localitate
- Zoltán Kallós (1926-2018), profesor, folclorist, laureat al premiului Kossuth, s-a născut în Castelul Bánffy
- contele Albert Wass (1908-1998), scriitor maghiar din Transilvania

## Imagini

Comuna Bonţida și satele componente
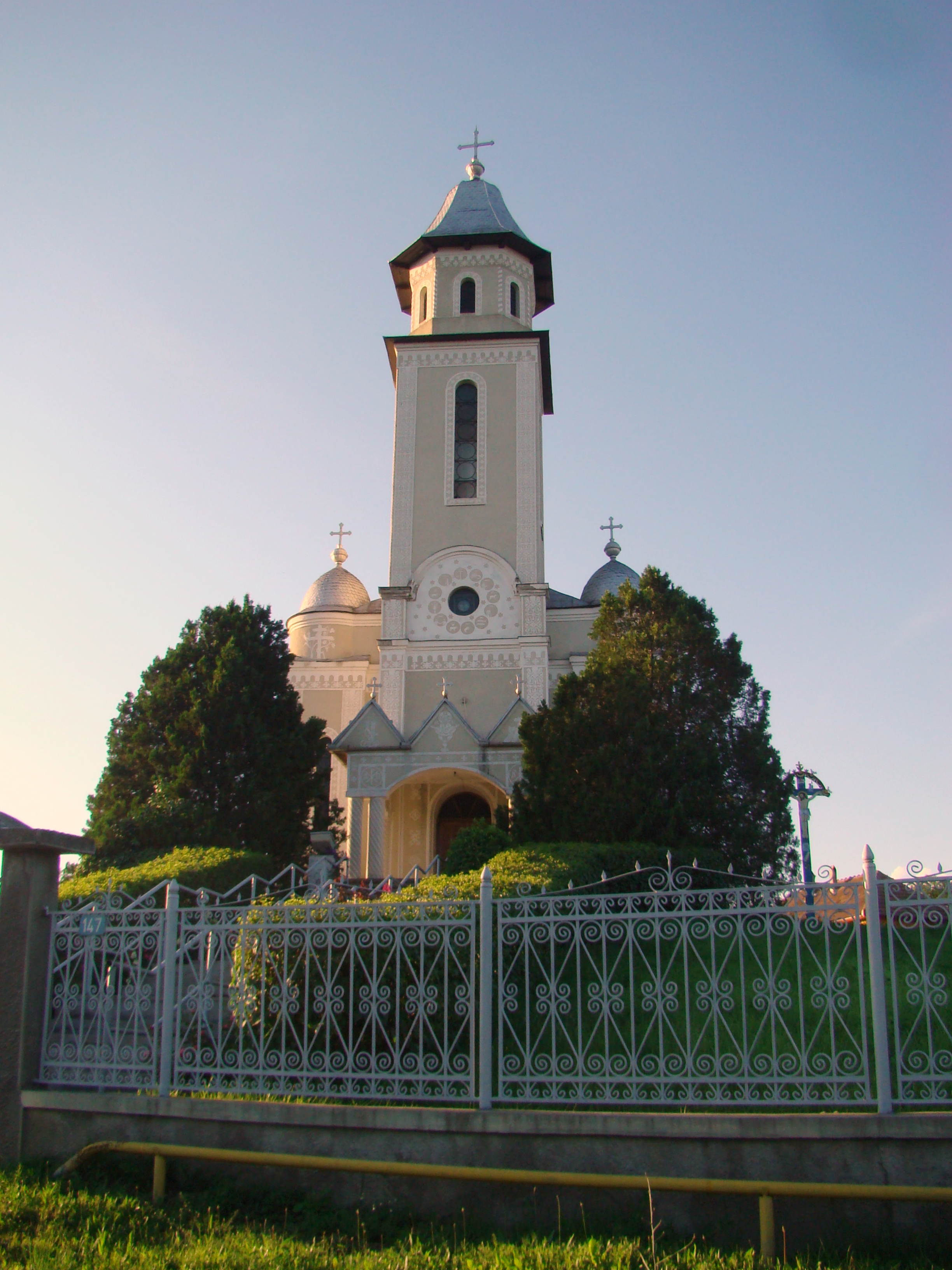
Biserica ortodoxă
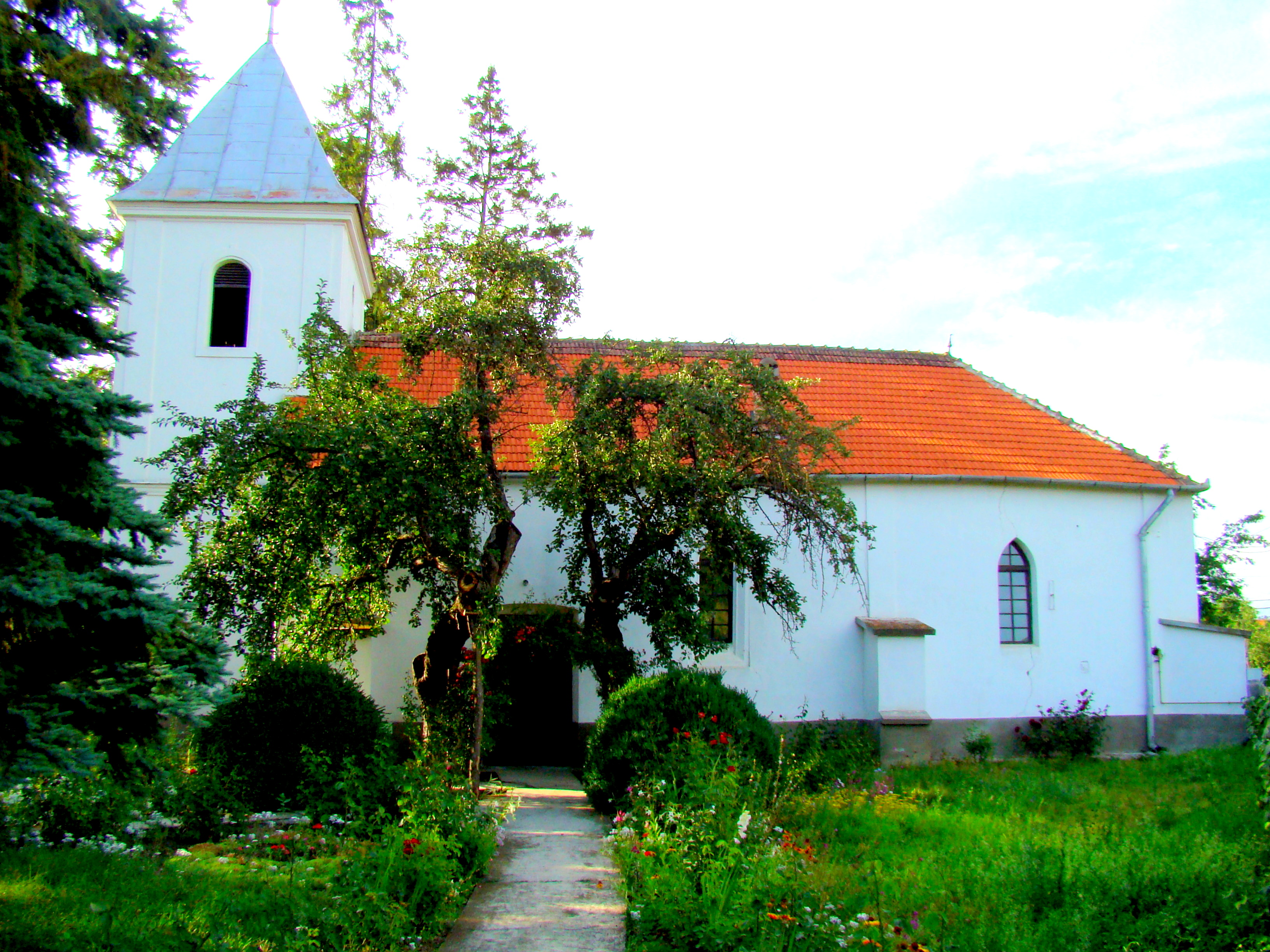
Biserica reformată (monument istoric)
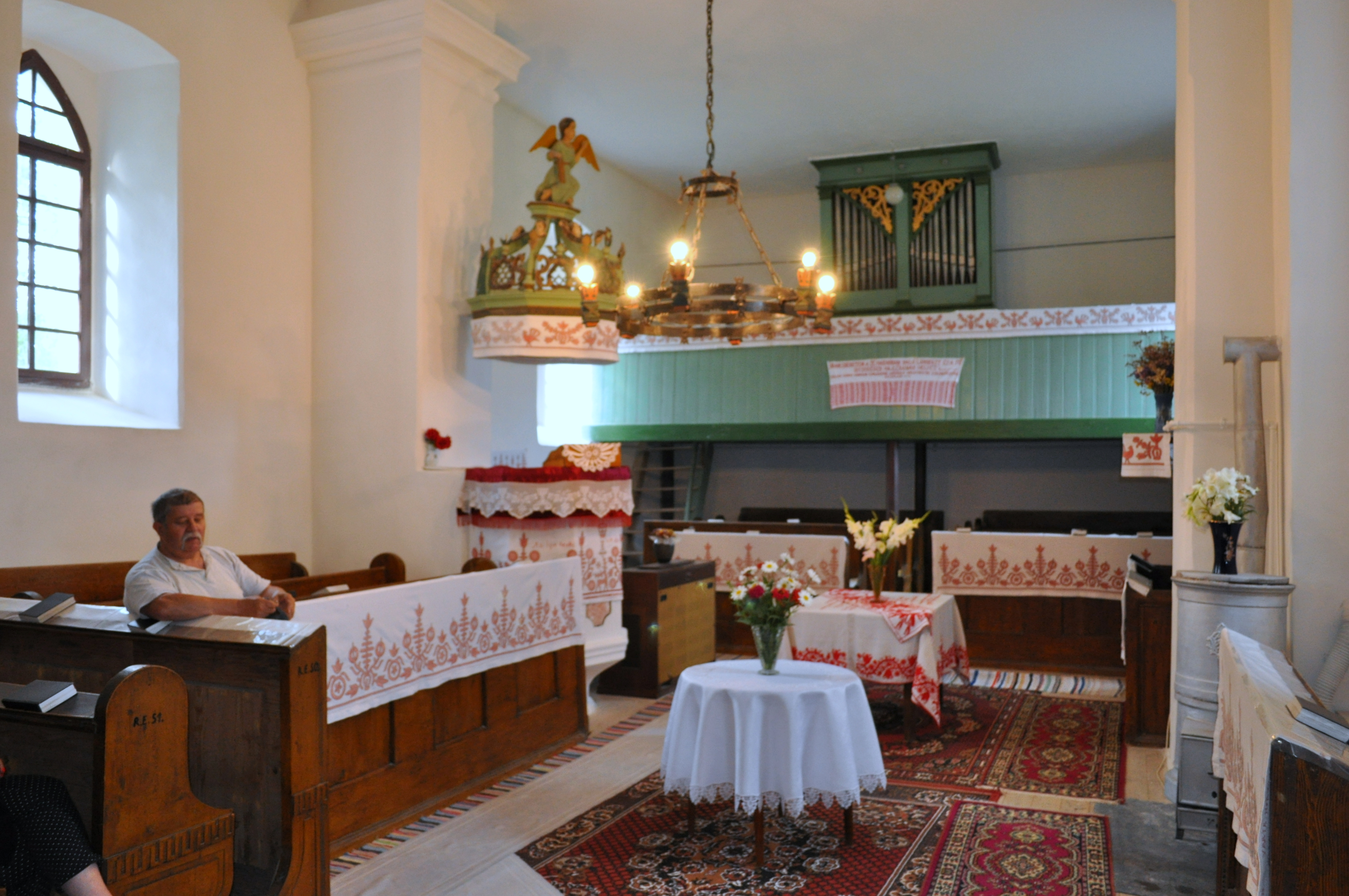
Biserica reformată (interior)
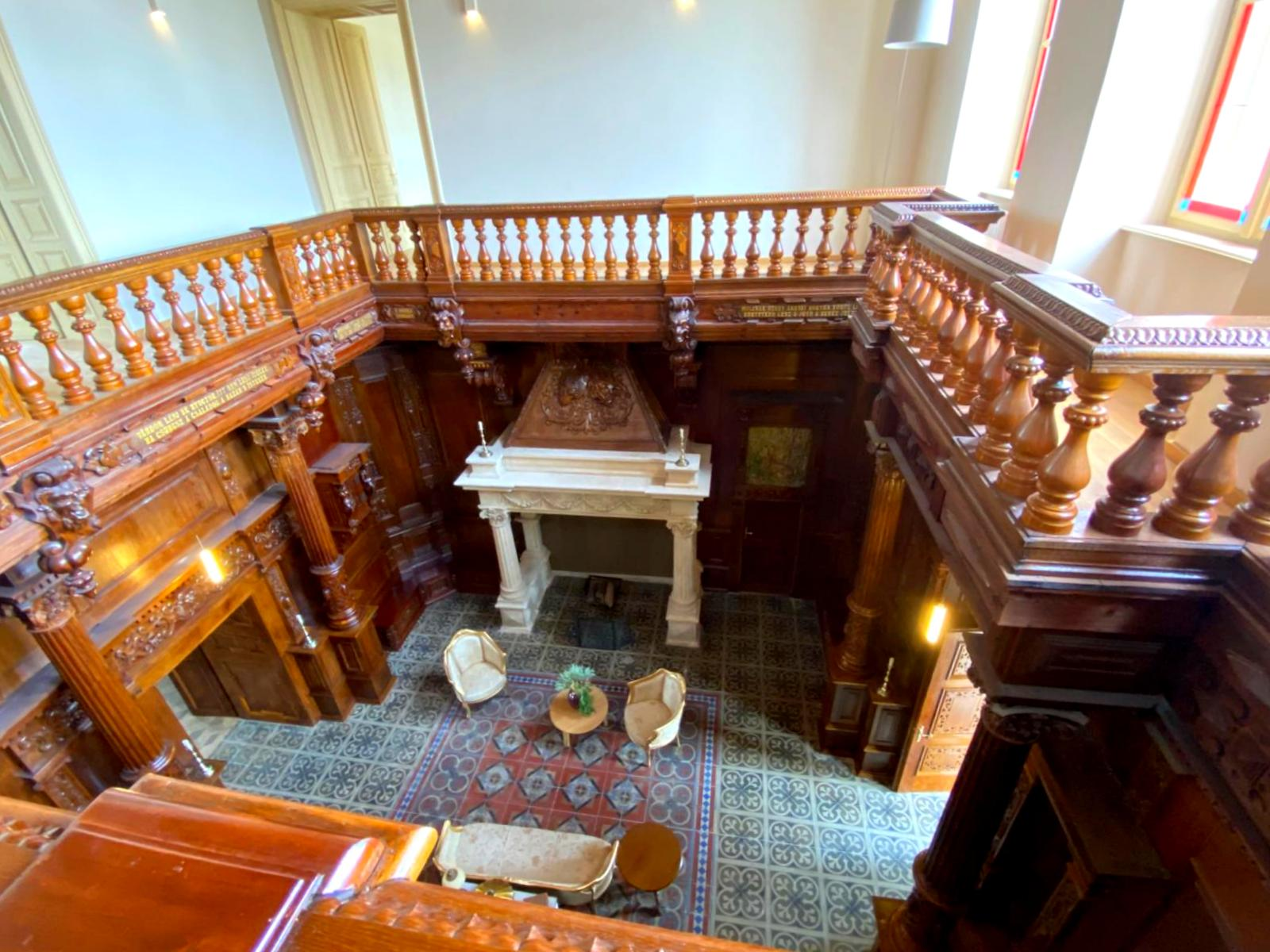
Castelul Bánffy din Răscruci
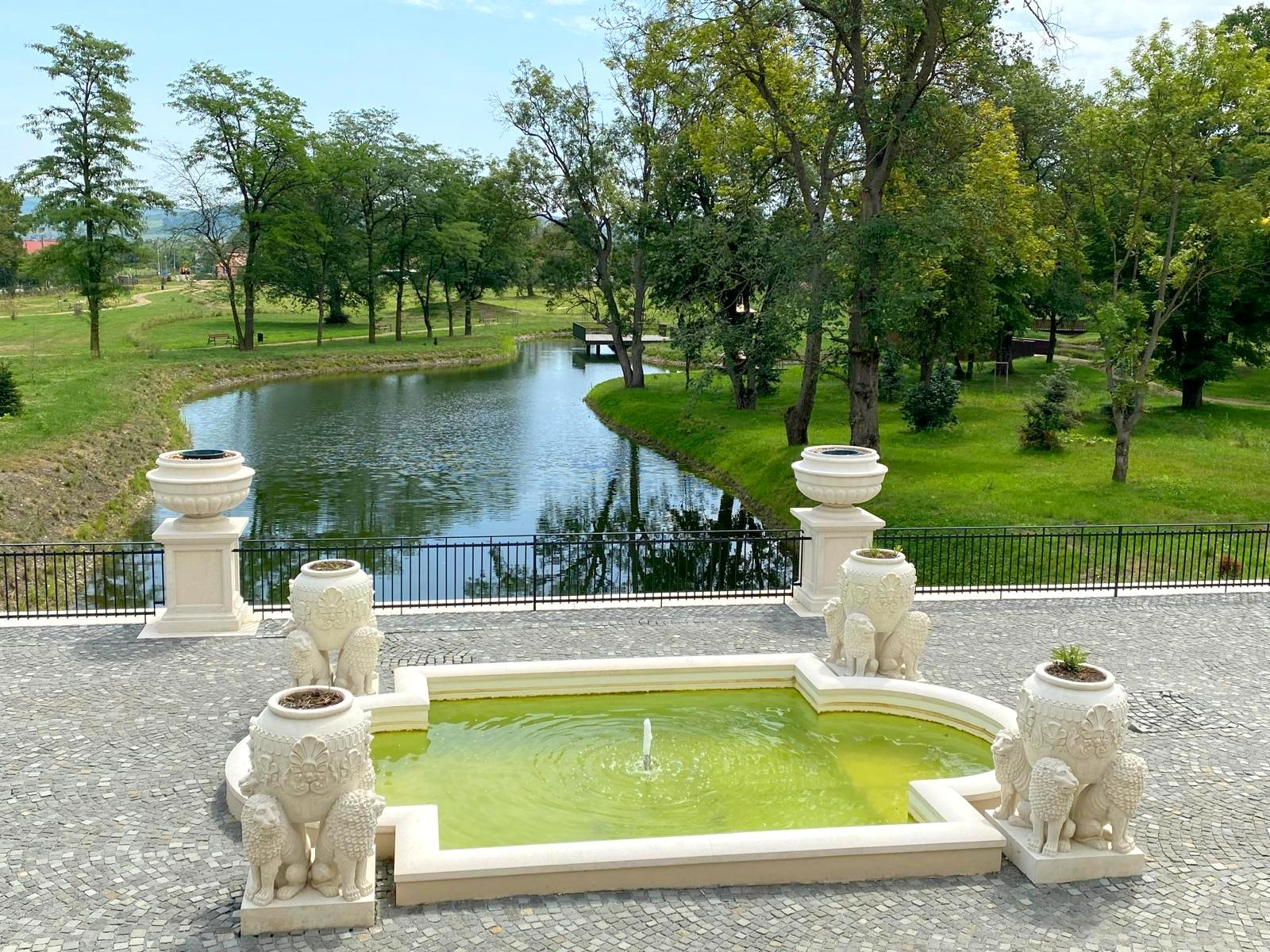
Parcul castelului Bánffy

## Legături externe
Materiale media legate de Răscruci la Wikimedia Commons